# Новая Кука
Новая Кука — село в Читинском районе Забайкальского края России. Административный центр сельского поселения «Новокукинское».

## География
Село находится в устье реки Кука, левого притока реки Ингода, на расстоянии 50 км (по автотрассе «Байкал») к юго-западу от города Чита, административного центра района и края.

## Население
| 2002 | 2010  | 2021  |
| ---- | ----- | ----- |
| 1732 | ↘1628 | ↘1513 |

## Улицы
| - ул. Дальняя, - ул. Дачная, - пер. Дачный, - ул. Дорожная, - пер. Кривой, | - ул. Кооперативная, - ул. Набережная, - ул. Новая, - ул. Огородная, - ул. Проезжая, | - ул. Старая, - ул. Трактовая, - ул. Центральная, - ул. Широкая, - ул. Школьная. |

## Экономика
Основное предприятие — ОАО «Забайкальская птицефабрика».

## Инфраструктура
В селе функционируют школа, детский сад, клуб, сельская амбулатория, аптека. 

## Достопримечательности
В селе установлен памятник в честь воинов-земляков, погибших в боях Великой Отечественной войны.